# Politiske partier i Polen
Denne liste over politiske partier i Polen viser de partier, der er repræsenteret i det polske parlament Sejm.

## Nuværende partier i Sejm
Partierne i Sejm efter valget i 2019:
| Navn og forkortelse                          | Navn og forkortelse      | Navn på dansk                                          | Ideologi                                        | Placering                       | Sejm                     | Senat                    | Europa-Parlamentet       |
| Forenede Højre Koalition                     | Forenede Højre Koalition | Forenede Højre Koalition                               | Forenede Højre Koalition                        | Forenede Højre Koalition        | Forenede Højre Koalition | Forenede Højre Koalition | Forenede Højre Koalition |
| -------------------------------------------- | ------------------------ | ------------------------------------------------------ | ----------------------------------------------- | ------------------------------- | ------------------------ | ------------------------ | ------------------------ |
| Prawo i Sprawiedliwość                       | PiS                      | Lov og Retfærdighed                                    | Nationalkonservatisme, Kristendemokrati         | Højrefløj                       | 197 / 460                | 44 / 100                 | 24 / 52                  |
| Solidarna Polska                             | SP                       | Det Forenede Polen                                     | Nationalkonservatisme, Socialkonservatisme      | Højrefløj                       | 18 / 460                 | 2 / 100                  | 2 / 52                   |
| Porozumienie                                 | Porozumienie             | Aftale                                                 | Liberalkonservatisme, Kristendemokrati          | Centrum-højre                   | 18 / 460                 | 2 / 100                  | 1 / 52                   |
| Partia Republikańska                         | Partia Republikańska     | Republikanske Parti                                    | Liberalkonservatisme, Økonomisk liberalisme     | Centrum-højre                   | 5 / 460                  | 0 / 100                  | 1 / 52                   |
| Borgernes Koalition                          |                          |                                                        |                                                 |                                 |                          |                          |                          |
| Platforma Obywatelska                        | PO                       | Borgerplatformen                                       | Liberalkonservatisme, Liberalisme               | Centrum til centrum-højre       | 118 / 460                | 42 / 100                 | 14 / 52                  |
| Nowoczesna                                   | .N                       | Moderne                                                | Socialliberalisme, Klassisk liberalisme         | Centrum                         | 8 / 460                  | 0 / 100                  | 0 / 52                   |
| Inicjatywa Polska                            | IPL                      | Polsk Initiativ                                        | Socialliberalisme, Progressivisme               | Centrum-venstre                 | 4 / 460                  | 0 / 100                  | 0 / 52                   |
| Partia Zieloni                               | Partia Zieloni           | De Grønne                                              | Grøn ideologi, Progressivisme                   | Centrum-venstre                 | 3 / 460                  | 0 / 100                  | 0 / 52                   |
| Venstre Koalition                            |                          |                                                        |                                                 |                                 |                          |                          |                          |
| Nowa Lewica                                  | SLD                      | Nyt Venstre                                            | Socialdemokratisme, Progressivisme              | Centrum-venstre                 | 41 / 460                 | 1 / 100                  | 4 / 52                   |
| Lewica Razem                                 | LR                       | Venstre Sammen                                         | Demokratisk socialisme, Socialdemokratisme      | Centrum-venstre til venstrefløj | 6 / 460                  | 0 / 100                  | 0 / 52                   |
| Polska Partia Socjalistyczna                 | PPS                      | Polens Socialistiske Parti                             | Demokratisk socialisme                          | Venstrefløj                     | 0 / 460                  | 1 / 100                  | 0 / 52                   |
| Polske Koalition                             |                          |                                                        |                                                 |                                 |                          |                          |                          |
| Polskie Stronnictwo Ludowe                   | PSL                      | Polske Folkeparti                                      | Agrarianisme, Kristendemokrati                  | Centrum til centrum-højre       | 23 / 460                 | 2 / 100                  | 3 / 52                   |
| Unia Europejskich Demokratów                 | UED                      | Union af Europæiske Demokrater                         | Socialliberalisme, Europæisk føderalisme        | Centrum                         | 1 / 460                  | 1 / 100                  | 0 / 52                   |
| Forbund for Frihed og Uafhængighed Koalition |                          |                                                        |                                                 |                                 |                          |                          |                          |
| KORWiN                                       | KORWiN                   | Koalition for Fornyelse af Republikken - Frihed og Håb | Libertarianisme, Laissez faire, Euroskepticisme | Højrefløj                       | 5 / 460                  | 0 / 100                  | 0 / 52                   |
| Ruch Narodowy                                | RN                       | Nationalbevægelsen                                     | Nationalisme, Højrepopulisme, Konservatisme     | Højrefløj                       | 5 / 460                  | 0 / 100                  | 0 / 52                   |
| Konfederacja Korony Polskiej                 | Korona                   | Forbund for den Polske Krone                           | Monarkisme, Traditionel katolicisme             | Højrefløj til yderste højrefløj | 1 / 460                  | 0 / 100                  | 0 / 52                   |
| Partier som ikke indgår i en koalition       |                          |                                                        |                                                 |                                 |                          |                          |                          |
| Kukiz'15                                     | Kukiz'15                 | Kukiz'15                                               | Populisme, Nationalisme, Direkte demokrati      | Centrum-højre til højrefløj     | 5 / 460                  | 0 / 100                  | 0 / 52                   |
| Polska 2050                                  | Polska 2050              | Polen 2050                                             | Centrisme, Grøn ideologi                        | Centrum                         | 2 / 460                  | 1 / 100                  | 0 / 52                   |
| Mniejszość Niemiecka                         | MN                       | Det Tyske Mindretals Valgudvalg                        | Tyske minoritets interesser                     | Centrum                         | 1 / 460                  | 0 / 100                  | 0 / 52                   |